# Шатковский, Николай Владиславович
Николай Владиславович Шатковский (1872—1944) — русский генерал, герой Первой мировой войны.

## Биография
Родился 9 (21) мая 1872 года в семье Владислава Людвиговича Шатковского (1825—1900). Образование получил в Псковском кадетском корпусе, по окончании которого 1 сентября 1889 года поступил в 1-е военное Павловское училище.
Выпущен 10 августа 1890 года подпоручиком в 145-й пехотный Новочеркасский полк. 10 августа 1894 года произведён в поручики. Прошёл курс наук в Николаевской академии Генерального штаба, которую окончил по 1-му разряду, однако по невыясненной причине не был зачислен в Генеральный штаб и вернулся в свой полк. 6 декабря 1899 года произведён в штабс-капитаны и 6 декабря 1901 года — в капитаны. Служил офицером воспитателем во 2-м кадетском корпусе.
Произведённый 6 декабря 1904 года в подполковники Шатковский вскоре был назначен командиром батальона в 200-м пехотном резервном Ижорском полку. Произведённый 6 декабря 1910 года в полковники он был переведён в 52-й пехотный Виленский полк помощником командира полка.
Шатковский принимал участие в Первой мировой войне, уже после начала которой он был назначен командиром 248-го пехотного Славяносербского полка. Высочайшим приказом от 25 марта 1915 года он был награждён орденом Св. Георгия 4-й степени
За то, что в бою 1 марта 1915 г., при крайне тяжёлых обстоятельствах под сильным ружейным, пулемётным и артиллерийским огнём с фронта и обоих флангов, искусно и решительно управляя полком, довёл его до позиции противника, выбил германцев из укреплённой рощи, чем обеспечил главную атаку, захватив 10 орудий, 10 зарядных ящиков, 2 пулемёта, 2 офицеров и 112 нижних чинов.
10 июля 1916 года Шатковский был произведён в генерал-майоры (со старшинством от 1 марта 1915 года) и назначен командиром бригады 9-й пехотной дивизии. 15 июня 1917 года назначен командующим той же дивизией.
После Октябрьской революции Шатковский уехал на юг, служил в Добровольческой армии и Вооружённых силах Юга России. После поражения белых эмигрировал во Францию.
Скончался 14 февраля 1944 года в Париже, похоронен на кладбище Сент-Женевьев де Буа.

## Награды
Среди прочих наград Шатковский имел ордена:
- Орден Святого Станислава 3-й степени (6 декабря 1901 года)
- Орден Святого Станислава 2-й степени (1907 год)
- Орден Святой Анны 2-й степени (1910 год)
- Орден Святого Георгия 4-й степени (25 марта 1915 года).